# 정다각형
정다각형(正多角形, 영어: regular polygon)은 모든 각의 크기가 같으며 모든 변의 길이도 같은 다각형이다. 변의 개수가 같은 정다각형끼리는 모두 닮음이다. 또한 정다각형은 변이 많을 수록 대각선의 길이의 종류도 다양해진다. 정사각형과 정오각형은 모든 대각선의 길이가 같다가 정육각형부터는 대각선의 길이가 달라지기 시작한다. 또한 정칠각형부터는 두 개 이상의 별이 그려질 수 있으며, 모든 정다각형은 원에 내접할 수 있다.
참고로 정n각형의 대각선의 길이의 종류는 n이 짝수일 때 {\displaystyle {\frac {(n-2)}{2}}={\frac {n}{2}}-1}이고, 홀수일 때에는 {\displaystyle {\frac {(n-3)}{2}}={\frac {(n-1)}{2}}-1}이다. 정{\displaystyle 2n}각형의 대각선은 특정 꼭짓점으로부터 2칸 이상 떨어진 것부터 세어서 2, 3, ..., (n-2)÷2, n÷2, (n-2)÷2, ..., 3, 2이고, 정2n+1각형도 같은 방식으로 계산해보면 2, 3, ..., (n-3)÷2, (n-3)÷2, ..., 3, 2이 되기 때문이다. 대각선은 다각형이나 다면체에서 서로 이웃해 있지 않은 두 꼭짓점을 이은 선분이다. 한 꼭짓점에 그을 수 있는 대각선은 이웃해 있는 두 각과 자기 자신을 뺀 n-3개인데, 여기에 n을 곱하면 모두 두 번 중복되기 때문에 2로 나누어서 개수를 구할 수 있다.
어떤 다각형은 대각선을 모두 그으면 별모양이 된다. 특히 변의 개수가 소수 p개 일 때 p의 값이 커질수록 더 많은 별이 나온다. 정다각형은 모든 내각과 외각의 크기가 같고, n각형의 내각의 합은 180×(n-2) 라는 점을 이용하여 n각형의 내각의 합을 n으로 나누면 정n각형의 한 내각의 크기를 구할 수 있으며 180×(n-2)÷n이다. 또한 모든 다각형의 외각의 합은 언제나 360°이므로 정n각형의 한 외각의 크기는 360÷n의 값으로 구한다. 참고로 선분은 방향을 고려하지 않으면 길이로만 구분할 수 있기 때문에 길이가 서로 같은 길이를 가진 대각선은 묶어서 하나인 것으로 본다.
정삼각형, 정사각형, 정오각형, 정육각형, 정칠각형, 정팔각형, 정구각형, 정십각형, 정십일각형, 정십이각형, 정십삼각형, 정십사각형, 정십오각형, 정십육각형, 정십칠각형, 정십팔각형, 정십구각형, 정이십각형 등 정다각형의 종류는 무수히 많다.

## 성질
정{\displaystyle n}각형의 한 내각의 크기는 {\displaystyle 180^{\circ }\cdot \left(1-{\frac {2}{n}}\right)={\frac {180^{\circ }\cdot (n-2)}{n}}}이다. 호도법으로는 {\displaystyle \pi \left(1-{\frac {2}{n}}\right)} 라디안이며, 이것은 {\displaystyle {\frac {n-2}{2n}}} 바퀴를 도는 각이다.
임의의 정다각형의 꼭짓점은 모두 한 원 위에 있다. 다시 말해 정다각형은 모두 원에 내접하는 다각형(외접원을 가진 다각형)이다. 그리고 모든 다각형의 외각의 합은 360°이고 정다각형은 외각의 크기도 모두 같으므로 한 외각은 360°를 그 꼭짓점 개수로 나누어서 구한다.
정{\displaystyle n}각형은 {\displaystyle n}의 홀수인 소인수들이(즉, 2가 아닌 소인수들이) 모두 서로 다른 페르마 소수일 때에만 작도할 수 있다.
{\displaystyle n}이 3 이상의 정수일 때, 정{\displaystyle n}각형의 대각선의 수는 {\displaystyle {\frac {n(n-3)}{2}}}이다. 다시 말해 정삼각형부터 차례로 0, 2, 5, 9, 14, 20, 27, 35, 44, 54, 65, 77, 90, 104, 119, 135, 152, 170, 189, 209, 230, 252, 275... 개의 대각선을 갖는다(OEIS의 수열 A000096). 이들 대각선에 의해 각 정다각형은 1, 4, 11, 24, ... 개의 영역으로 나뉜다(OEIS의 수열 A007678).

## 넓이
정{\displaystyle n}각형의 넓이는
{\displaystyle A={\frac {n}{4}}\cot({\frac {\pi }{n}})t^{2}}
이다. 여기서 t는 한 변의 길이이다. 이 식은 정다각형의 넓이는 둘레의 반과 변심거리(중심으로부터 한 변에 내린 수선의 길이. 내접원의 반지름과 같다)의 곱과 같다는 것을 말해 준다. 정다각형의 둘레 즉 넓이를 잴 때에는 한 변의 길이를 변의 수만큼 몇 배하면 된다.
{\displaystyle t=1} 일 때 위 식은
{\displaystyle A={\frac {n}{4}}\cot {\frac {\pi }{n}}}
와 같이 간단히 할 수 있으며 이것을 가지고 {\displaystyle t=1}일 때 각각의 정다각형의 넓이를 구해 보면 다음과 같다.
| {\displaystyle n} | 참값                                                     | 근삿값      |
| ----------------- | -------------------------------------------------------- | ----------- |
| 3                 | {\displaystyle {\frac {\sqrt {3}}{4}}}                   | 0.433       |
| 4                 | 1                                                        | 1.000       |
| 5                 | {\displaystyle {\frac {1}{4}}{\sqrt {25+10{\sqrt {5}}}}} | 1.720       |
| 6                 | {\displaystyle {\frac {3{\sqrt {3}}}{2}}}                | 2.598       |
| 7                 |                                                          | 3.634       |
| 8                 | {\displaystyle 2+2{\sqrt {2}}}                           | 4.828       |
| 9                 |                                                          | 6.182       |
| 10                | {\displaystyle {\frac {5}{2}}{\sqrt {5+2{\sqrt {5}}}}}   | 7.694       |
| 11                |                                                          | 9.366       |
| 12                | {\displaystyle 6+3{\sqrt {3}}}                           | 11.196      |
| 13                |                                                          | 13.186      |
| 14                |                                                          | 15.335      |
| 15                |                                                          | 17.642      |
| 16                |                                                          | 20.109      |
| 17                |                                                          | 22.735      |
| 18                |                                                          | 25.521      |
| 19                |                                                          | 28.465      |
| 20                |                                                          | 31.569      |
| 100               |                                                          | 795.513     |
| 1000              |                                                          | 79577.210   |
| 10000             |                                                          | 7957746.893 |

정육각형의 변심거리(초록색 선분)

이 넓이들은 각각 둘레의 길이가 같은 원의 넓이에 비해 약 0.26 만큼씩 작다. {\displaystyle n<8} 인 경우 그 차이는 약간 더 크고, 그 차이는 {\displaystyle n} 이 커짐에 따라 줄어들며, 극한값은 π/12이다.

### 원에 내접하는 정다각형의 넓이
반지름이 {\displaystyle r}인 원에 내접하는 정{\displaystyle n}각형의 넓이 {\displaystyle S_{n}}은
{\displaystyle S_{n}=r^{2}n\sin({\frac {\pi }{n}})\cos({\frac {\pi }{n}})}이다.
또한, {\displaystyle \lim _{n\to \infty }n\sin({\frac {\pi }{n}})=\lim _{t\to 0^{+}}{\frac {\sin(\pi t)}{t}}=\pi }이므로 정{\displaystyle n}각형의 변 수가 무한으로 커질 때 넓이는 {\displaystyle \lim _{n\to \infty }S_{n}=r^{2}\pi }가 되어 원의 넓이와 같아짐을 알 수 있다.

## 대칭성
정{\displaystyle n}각형의 대칭변환군은 위수(order) {\displaystyle 2n} 인 정이면체군 {\displaystyle D_{n}(D_{2},D_{3},D_{4},D_{5},D_{6},D_{7},D_{8},D_{9}\cdots )}이다. {\displaystyle D_{n}} 은 {\displaystyle C_{n}}의 회전이동과 {\displaystyle n} 개의 축에 대한 선대칭이동으로 이루어진다. 다시 말해 정{\displaystyle n}각형은 위수 {\displaystyle n} 인 회전 대칭성이 있으며, {\displaystyle n} 개의 축에 대해 선대칭이다. {\displaystyle n} 이 짝수이면 대칭축 중에서 반은 마주보는 두 꼭짓점을 지나는 직선이고 나머지 반은 마주보는 변들의 중점을 지나는 직선이다. {\displaystyle n} 이 홀수일 때는 대칭축은 모두 한 꼭짓점과 그것과 마주보는 변의 중점을 지나는 직선이다.

## 볼록하지 않은 정다각형
정다각형의 개념을 확장하여 별 다각형을 포함하도록 하기도 한다. 별 다각형은 사실 볼록하지 않을 뿐 아니라 단순하지 않은 것이므로 이것을 "오목 정다각형"이라고 말할 수는 없다(단순하면서 볼록하지 않은 다각형을 오목한 다각형 이라고 하기 때문에). 별 다각형의 대표적인 예인 오각별은 정오각형의 꼭짓점들을 (바로 이웃한 것과 연결하는 것이 아니라) 하나씩 걸러 변으로 연결함으로써 만들어진다.

## 다면체
모든 면이 정다각형이고, 어떤 두 꼭짓점을 잡더라도 그 중 하나를 다른 하나로 보내는 그 자신 위의 합동변환이 존재하는 다면체를 고른 다면체라 한다.

## 같이 보기
- 정다각형 타일
- 현